# Deivid Washington
Deivid Washington de Souza Eugênio (* 5. června 2005) je brazilský profesionální fotbalista, který hraje na pozici útočníka za anglický klub Chelsea FC.

## Klubová kariéra

### Santos
Narodil se v Itumbiaře v provincii Goiás a ke Grêmiu se poprvé připojil jako osmiletý a o tři roky později se přestěhoval do Santosu. Byl to bývalý brazilský reprezentant Marcos Assunção, který ho do klubu ze státu São Paulo přivedl.
Ve věku 16 let podepsal Deivid svou první profesionální smlouvu s klubem, která údajně obsahovala klauzuli o uvolnění ve výši 100 milionů realů a zavázala ho ke klubu na další tři roky. V roce 2022 byl s 16 góly nejlepším střelcem Campeonato Paulista Sub-17 a dalších šest gólů vstřelil v Campeonato Brasileiro Sub-17.
Deivid hrál od roku 2021 také s týmem do 20 let: v roce 2022 vstřelil 17 gólů ve státních a národních turnajích. Sezónu 2023 zahájil také jako první volba v týmu do 20 let a hrál v Copa São Paulo de Futebol Júnior.
Po vyřazení Santosu z Campeonato Paulista 2023 začal Deivid trénovat s prvním týmem pod vedením hlavního trenéra Odaira Hellmanna a byl povolán na úvodní zápas Copa Sudamericana 2023 proti Bloomingu v Bolívii. Svůj profesionální debut si odbyl 11. dubna 2023, kdy nastoupil jako náhradník za dalšího juniora Marcose Leonarda při venkovní výhře 2:0 nad Botafogo FC v Copa do Brasil.
Dne 17. dubna 2023 Deivid prodloužil smlouvu se Santosem do dubna 2026. Svůj první profesionální gól vstřelil 10. května, když vsítil úvodní branku při domácím vítězství 3:0 nad Bahií.

### Chelsea
Dne 24. srpna 2023 Santos potvrdili přestup Deivida do klubu Premier League Chelsea FC, kde podepsal sedmiletou smlouvu s opcí na další rok. V lize debutoval 28. října 2023, v zápase, který Chelsea prohrála 2:0 s Brentfordem.

## Statistiky
Platí k zápasu hranému 6. ledna 2024.
| Klub              | Sezóna            | Liga              | Liga | Liga  | Národní pohár | Národní pohár | Ligový pohár | Ligový pohár | Kontinentální | Kontinentální | Ostatní | Ostatní | Celkově | Celkově |
| Klub              | Sezóna            | Soutěž            | Apps | Goals | Apps          | Goals         | Apps         | Goals        | Apps          | Goals         | Apps    | Goals   | Apps    | Goals   |
| ----------------- | ----------------- | ----------------- | ---- | ----- | ------------- | ------------- | ------------ | ------------ | ------------- | ------------- | ------- | ------- | ------- | ------- |
| Santos            | 2023              | Série A           | 9    | 2     | 3             | 0             | —            | —            | 4             | 0             | —       | —       | 16      | 2       |
| Chelsea           | 2023/24           | Premier League    | 1    | 0     | 1             | 0             | 0            | 0            | —             | —             | —       | —       | 2       | 0       |
| Celkově v kariéře | Celkově v kariéře | Celkově v kariéře | 10   | 2     | 4             | 0             | 0            | 0            | 4             | 0             | 0       | 0       | 18      | 2       |

## Úspěchy
Santos
- Campeonato Paulista Sub-20: 2022